# Nordhäuser Dom
Der Nordhäuser Dom (auch Dom zum Heiligen Kreuz Nordhausen genannt) befindet sich in der Kreisstadt Nordhausen im Landkreis Nordhausen im Norden des Bundeslandes Thüringen. Neben dem Erfurter Dom ist er die einzige Kirche des Bistums Erfurt, die offiziell die Bezeichnung Dom trägt. Der Nordhäuser Dom war nie Kathedrale eines Bischofssitzes, sondern bis zur Säkularisation eine Stiftskirche. Den Titel Zum Heiligen Kreuz erhielt er von der dort verwahrten Kreuzreliquie, einem Splitter des Kreuzes Jesu Christi. Der Dom ist seit der Reformation die einzige römisch-katholische Kirche der Stadt Nordhausen. Er ist die Pfarrkirche der Pfarrei Dom zum Heiligen Kreuz Nordhausen im Dekanat Nordhausen des Bistums Erfurt.

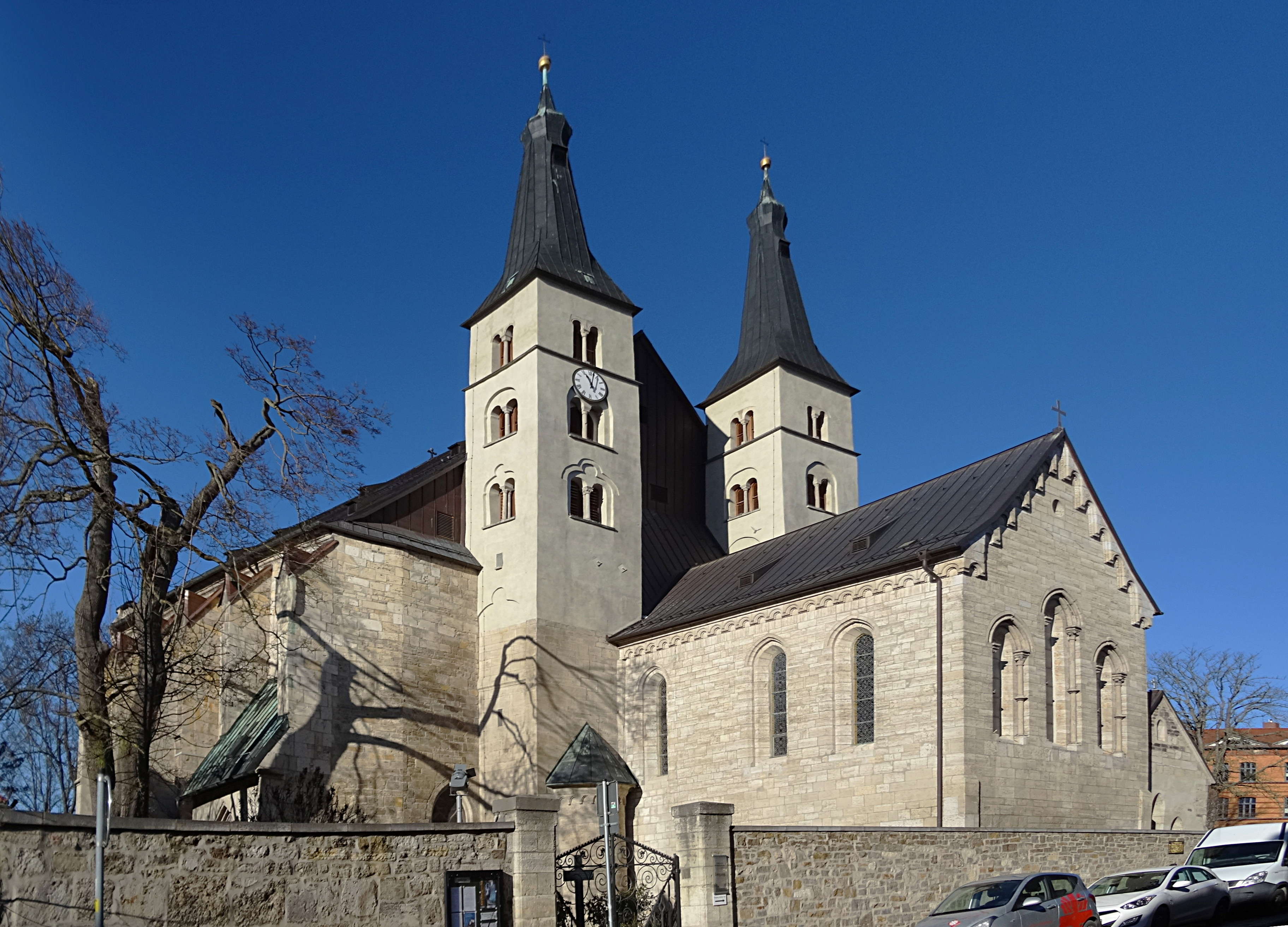
Nordhäuser Dom, Türme und Chor

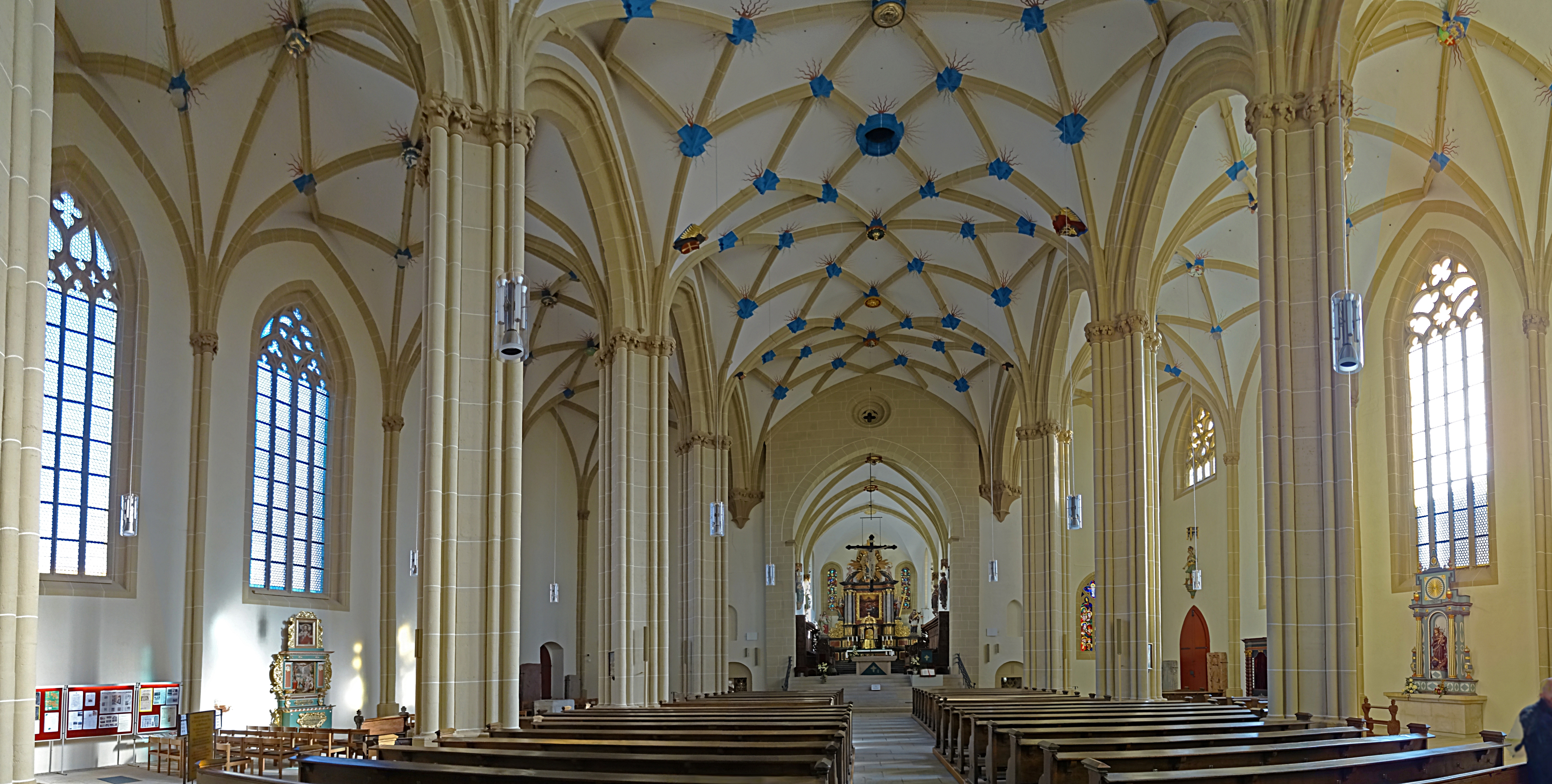
Innenraum-Panorama

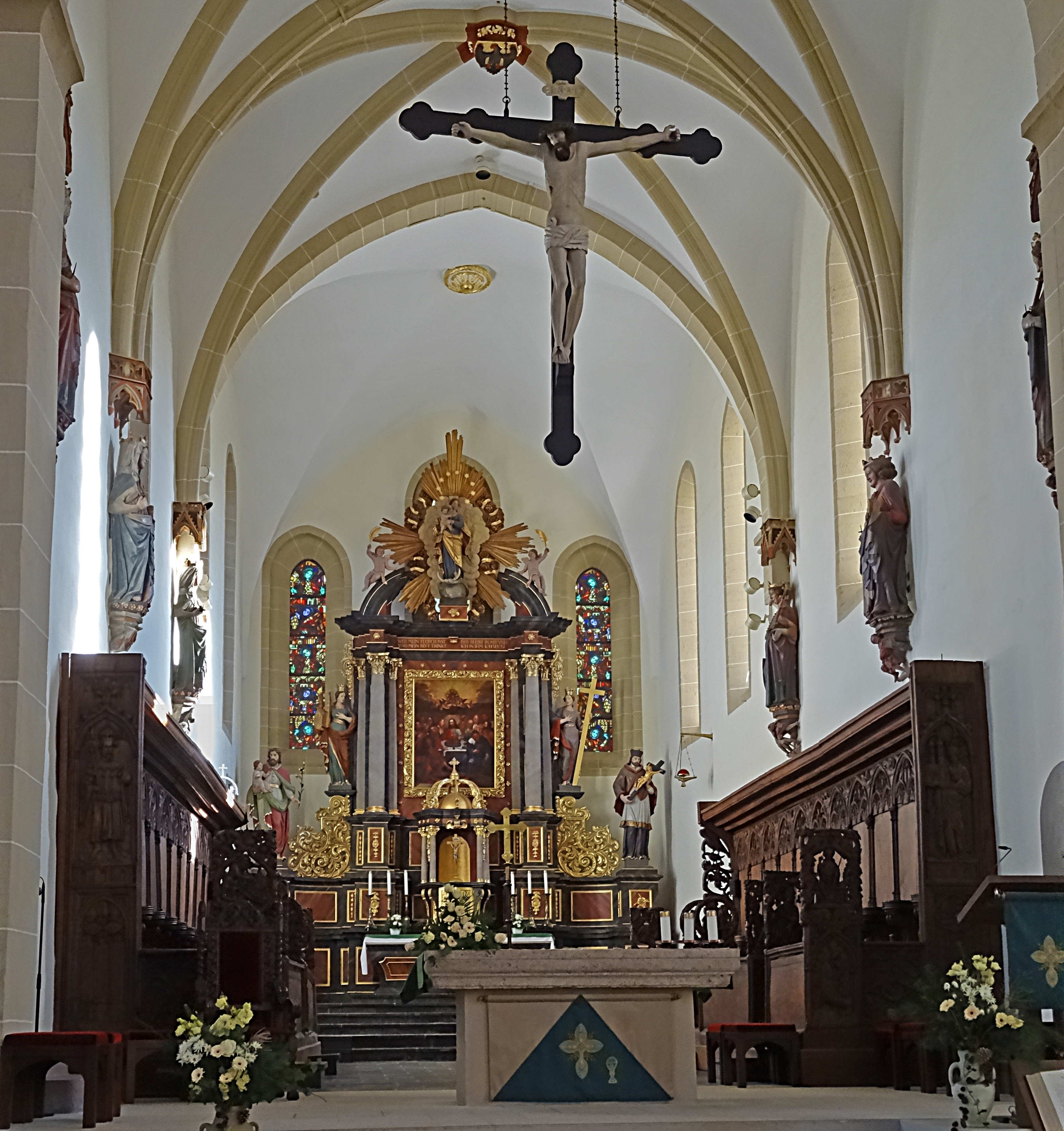
Chor mit Kruzifix und Hochaltar

## Geschichte
Im Jahr 961 wurde durch Königin Mathilde ein Kanonissenstift gegründet. Von dem damals errichteten Kirchenbau sind bislang keine Reste bekannt geworden. Offenbar wurde der Bau jedoch in der ersten Hälfte des 12. Jahrhunderts verändert, wahrscheinlich auch erweitert. Von diesen Umbauten erhalten geblieben sind die Unterbauten der Osttürme und die Krypta. 1220 wurde das Damenstift in ein Chorherrenstift umgewandelt. Um 1250 wurde die Kirche wiederum umgebaut. Sie erhielt vor allem einen neuen, frühgotischen Chor mit einem Zyklus von Stifterfiguren.
Dem Chorherrenstift stand ein Dompropst vor, z. B. Otto von Harras ab 1480.
1524 beschloss der Rat der Stadt die Einführung der Reformation. In der Folgezeit wurden alle Pfarr- und Klosterkirchen der Stadt lutherisch und ihr Besitz ging in städtische Verwaltung über – mit der einzigen Ausnahme des Heilig-Kreuz-Stifts, das bis 1810 als katholische Körperschaft fortbestand.
Mit dem Dreißigjährigen Krieg setzte eine Verarmung des Domstifts ein, sodass man 1675 das Nordhäuser Kreuzreliquiar nach Duderstadt verkaufte. Erst zur Tausendjahrfeier der Stadt Nordhausen 1927 bekam der Dom wieder eine Kreuzreliquie.
1810 wurde im Zuge der Säkularisation das Stift aufgehoben und die zugehörige Kirche zu einer Pfarrkirche.
Bei dem britischen Luftangriff auf Nordhausen am 4. April 1945 erlitt auch der Dom durch Brandzerstörung des Steildaches über der Halle und Vernichtung der Fenster erhebliche Bauschäden. Er erhielt nach Kriegsende ein Notdach. Ab 1965 wurde das Steildach in alter Form wiederhergestellt.
In den Jahren 1973 bis 1979 wurde der Kircheninnenraum saniert und Teile der neogotischen Ausstattung entfernt. 1979 bis 1981 wurden die Türme mit neuem Kupfer eingedeckt und das Mauerwerk der Türme saniert. Die Seitenfenster wurden 1985 neu verglast. Die Instandsetzung der Außenfassade und der Strebepfeiler erfolgte von 1991 bis 2008.
2016 wurde die Kryptasanierung abgeschlossen, unter anderem mit der Aufstellung des Heiligen Kreuzes und des um 1979 restaurierten Tafelbildes „Muttergottes mit der Akelei“ in den restaurierten Turmkapellen.
Von 2017 bis 2018 wurden Chorraum und Langhaus grundlegend saniert und Eckpfeiler im Kreuzgang statisch gesichert.

## Architektur

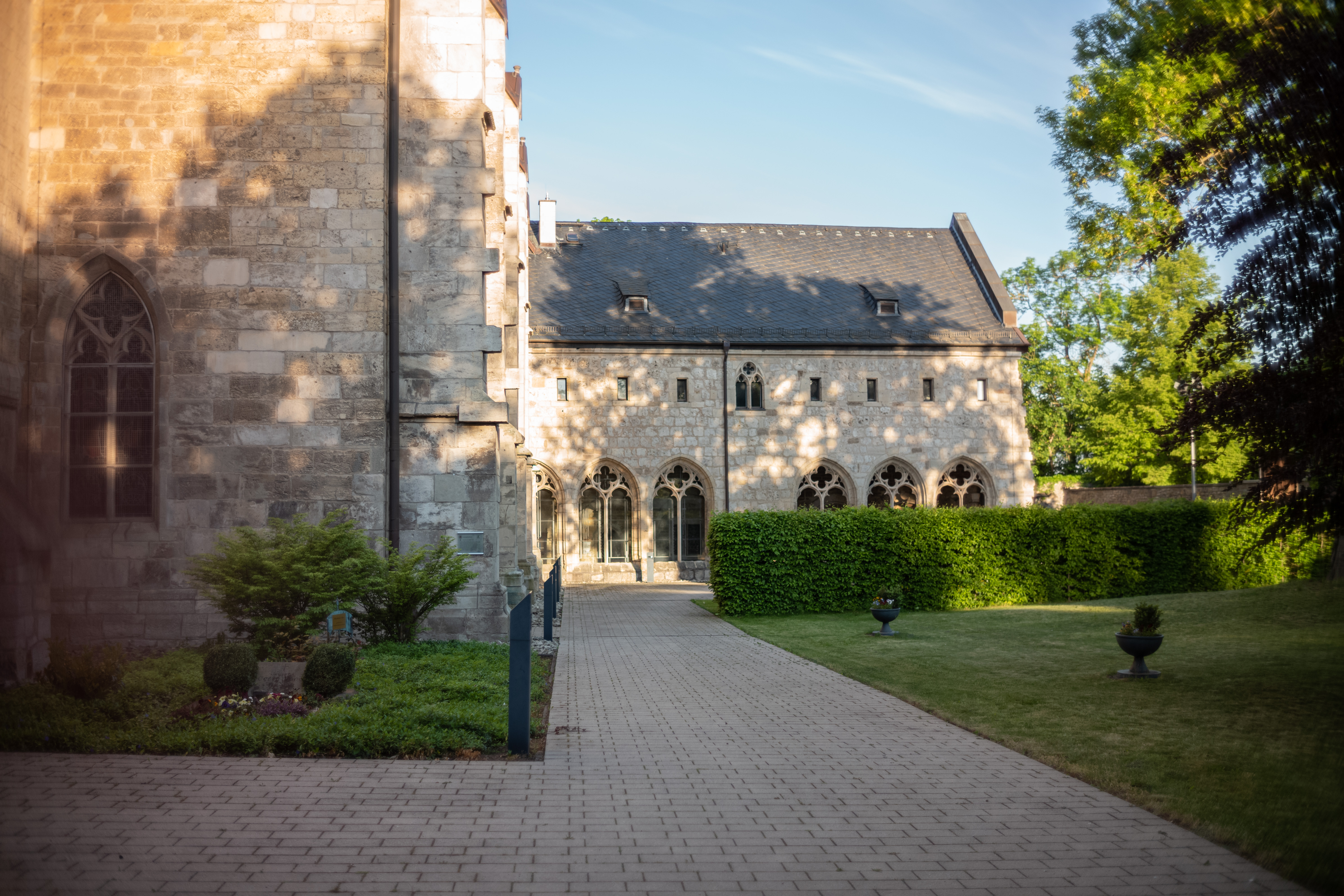
Kapitelhaus/Kreuzgang am Nordhäuser Dom

Der Nordhäuser Dom enthält Stilelemente der Romanik und der Gotik. Romanisch sind die beiden Türme sowie Teile des Kreuzgangs. Die Krypta aus der Zeit um 1130 ist ebenfalls romanisch. Gotisch geprägt sind das Kirchenschiff und das Kapitelhaus des Domstifts an der Nordseite des Kirchenschiffs.
Die Krypta misst 7,4 × 7,6 Meter und ist kreuzgratgewölbt. Die Bauornamentik weist auf den Umkreis des Reformklosters Hirsau im Schwarzwald. In der Krypta ist auch der älteste Grabstein Nordhausens aus dem Jahr 1327 aufgestellt. Er gehörte zum Grab Friedrich von Bielas.
Der frühgotische Chorraum des Domes entstand zwischen etwa 1230 und 1267 (Weihedatum) unter Einfluss der sogenannten zisterziensischen Frühgotik.
Das spätgotische Langhaus wurde um 1450 errichtet, allerdings noch nicht vollständig gewölbt.

## Ausstattung

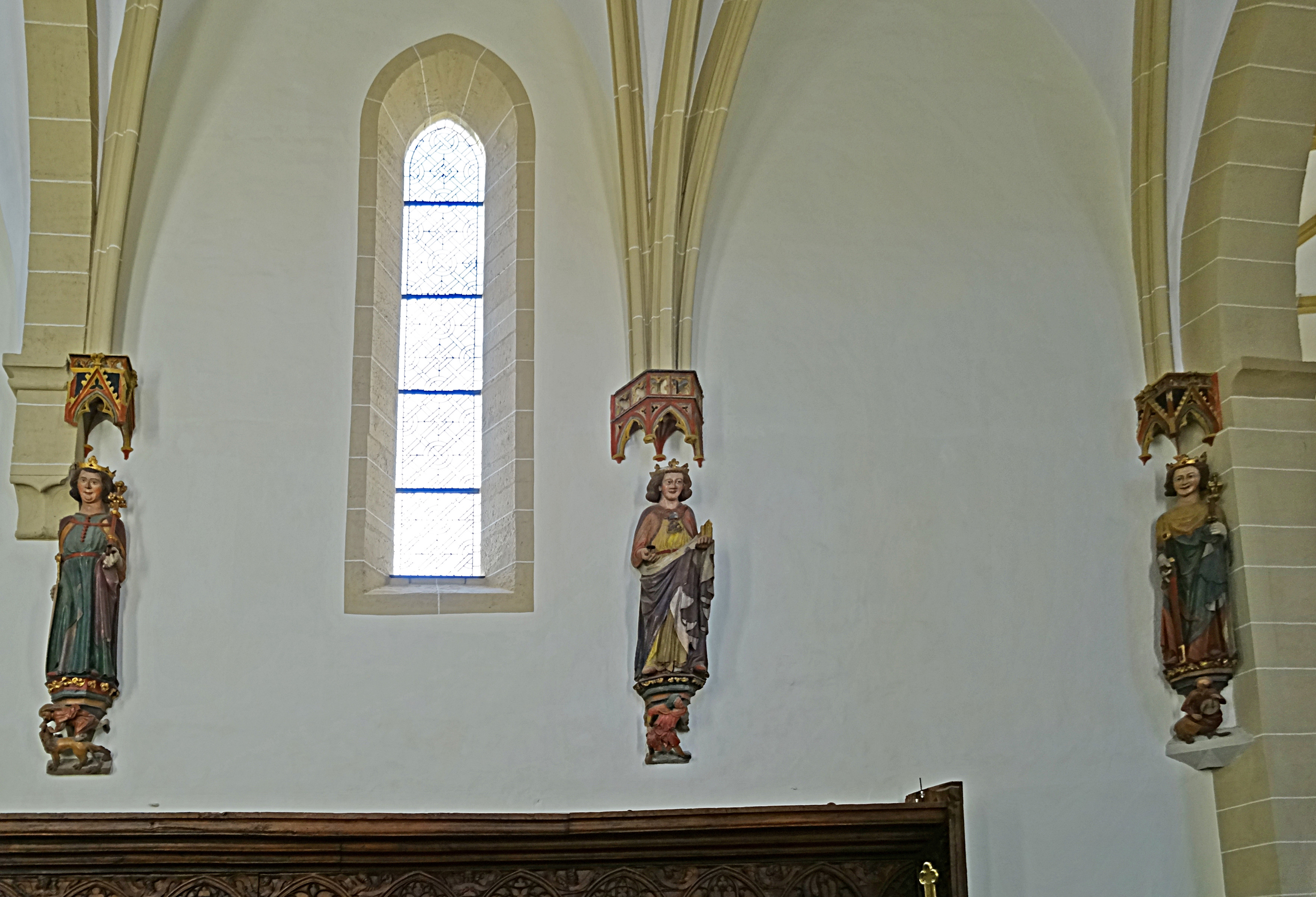
Stifterfiguren

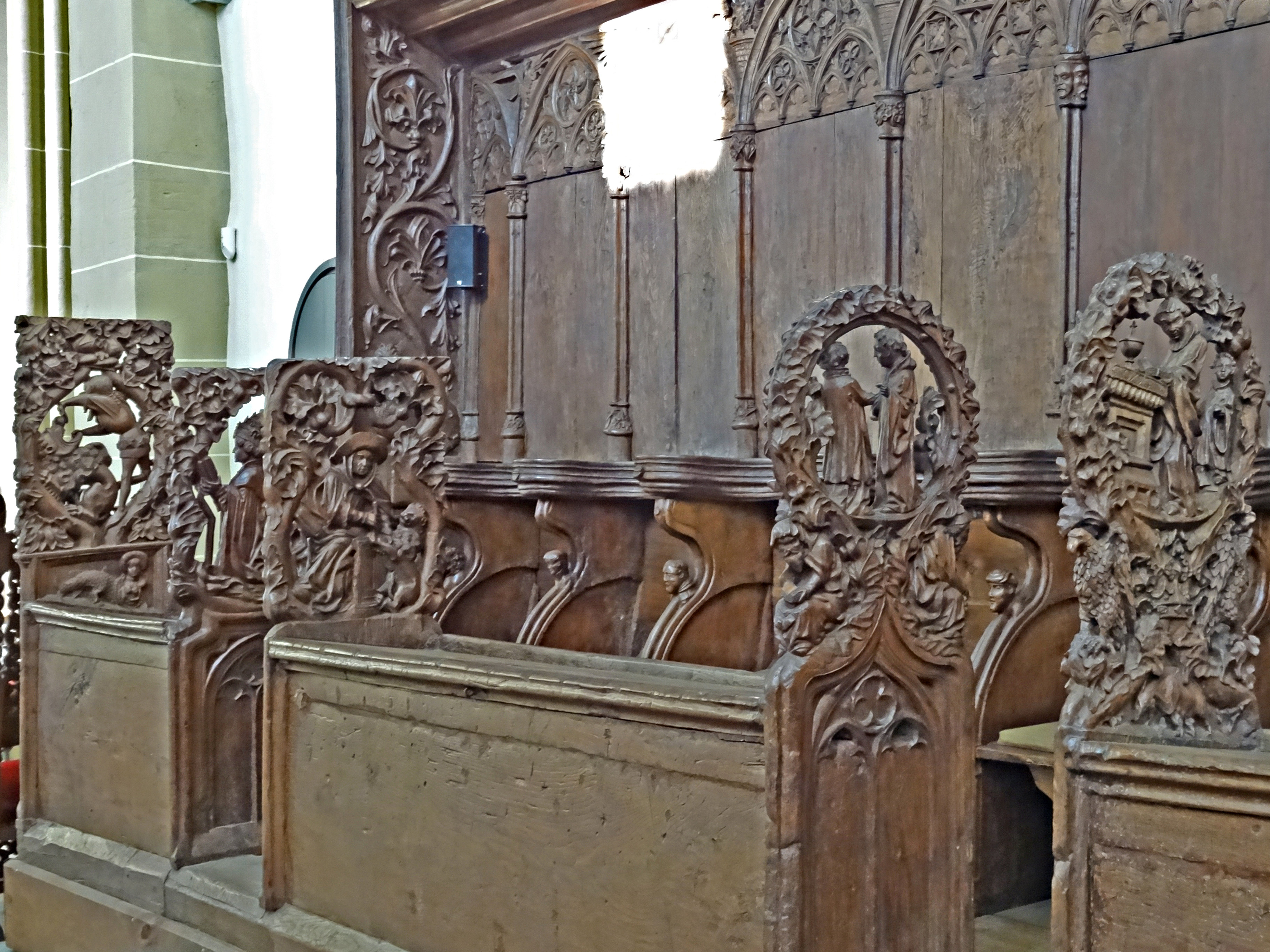
Nördliches Chorgestühl

An den Seitenwänden des Chors wurden um 1290 Statuen der wichtigsten Stifter des Domes angebracht. Dargestellt sind Heinrich I., dessen Frau Mathilde, Otto I. (Sohn von Heinrich und Mathilde), Adelheid (Gemahlin Ottos I.), Otto II. (Sohn Ottos I.) und dessen Frau Theophanu. Ebenfalls im Chorraum befindet sich das aus Eichenholz geschnitzte Chorgestühl aus der Zeit um 1380. Der Hochaltar stammt aus dem Jahr 1726. Ursprünglich befand sich hier ein gotischer Flügelaltar, der jedoch im Dreißigjährigen Krieg vernichtet wurde. Im Mittelpunkt des Altars steht ein Bildnis des Letzten Abendmahls, darüber eine Marienstatue. Am Altar sind vier weitere Statuen angebracht, die Mathilde, Helena, Josef und Johannes Nepomuk darstellen.

### Grabplatten
Von den vorhandenen 30 steinernen Grabplatten befinden sich 14 im Schiff und eine in der Krypta, 14 weitere sind hinter dem Dom vor der Stadtmauer aufgestellt. Die Grabplatten gehören zu:
- Friedrich von Bila (in der Krypta, Dekan, † 1327)
- Heinrich Junge (1323 Bürgermeister, † 13. Dezember 1330)
- Johannes Zinckel (Canonikus und Cantor, † 2. Oktober 1507)
- Heinrich Zeiz von Nordheim (Canonikus, † 6. Mai 1515)
- Heinrich Dunde (Canonikus, † 27. März 1501)
- […] es wird ein Vikar Hermann von Göttingen 1401 erwähnt
- Heinrich von Schwarzburg (Graf, 1473 – 4. August 1526)
- Johann Heinrich Katzwinckel (Canonikus und Cantor, 1646 – 8. Dezember 1702)
- Andreas Kramer (aus Seesen, 1538 – 24. Januar 1597)
- Henning Burchard Ude († 4. September 1675), Grabplatte
- Hermann Pfeiffer (Canonikus, † 31. Januar 1530)
- Anna Magdalena Mack (1666 – 27. März 1747)
- Johannes Christophorus Opfermann (Priester, 1690 – 6. Mai 1754)
- Johannes Anton Weinrich (Canonikus, † 24. August 1793)

## Orgel
Um 1740 waren zwei alte Orgelwerke und ein neues vorhanden. 1816 befand sich die Orgel in schlechtem Zustand und war nicht spielbar. 1853/54 wurde eine mechanische Orgel von Johann Friedrich Schulze aus Paulinzella eingebaut.

| I Manual C– |            |     |
| 1.          | Bordun     | 32′ |
| 2.          | Bordun     | 16′ |
| 3.          | Prinzipal  | 8′  |
| 4.          | Gambe      | 8′  |
| 5.          | Hohlflöte  | 8′  |
| 6.          | Gedackt    | 8′  |
| 7.          | Oktave     | 4′  |
| 8.          | Flöte      | 4′  |
| 9.          | Oktave     | 2′  |
| 10.         | Quinte     | 3′  |
| 11.         | Scharf III |     |
| 12.         | Mixtur V   |     |

| II Manual C– |                  |     |
| 13.          | Lieblich Gedackt | 16′ |
| 14.          | Geigenprinzipal  | 8′  |
| 15.          | Lieblich Gedackt | 8′  |
| 16.          | Flöte travers    | 8′  |
| 17.          | Salizional       | 8′  |
| 18.          | Geigenprinzipal  | 4′  |
| 19.          | Flöte travers    | 4′  |
| 20.          | Mixtur III       |     |

| Pedal C– |             |     |
| 21.      | Subbass     | 16′ |
| 22.      | Violon      | 16′ |
| 23.      | Oktavbass   | 8′  |
| 24.      | Gedecktbass | 8′  |
| 25.      | Violon      | 8′  |
| 26.      | Posaune     | 16′ |

- Koppel: II/I, I/P

1927 wurde die Empore verbreitert und die Orgel durch die Orgelbauanstalt Kießling & Sohn aus Bleicherode umgebaut. Es erfolgte eine Traktur-Änderung von mechanisch zu pneumatisch.

| I Manual C– |                 |     |
| 1.          | Bordun          | 32′ |
| 2.          | Prinzipal       | 8′  |
| 3.          | Gambe           | 8′  |
| 4.          | Gemshorn        | 8′  |
| 5.          | Hohlflöte       | 8′  |
| 6.          | Gedackt         | 8′  |
| 7.          | Rauschquinte II |     |
| 8.          | Mixtur V        |     |
| 9.          | Trompete        | 8′  |

| II Manual (schwellbar) C– |                      |     |
| 10.                       | Lieblich Gedackt     | 16′ |
| 11.                       | Geigenprinzipal      | 8′  |
| 12.                       | Salizional           | 8′  |
| 13.                       | Aeoline              | 8′  |
| 14.                       | Vox coelestis        | 8′  |
| 15.                       | Flauto travers       | 4′  |
| 16.                       | Waldflöte            | 2′  |
| 17.                       | Mixturkornett II-III |     |
| 18.                       | Oboe                 | 8′  |

| Pedal C– |                  |     |
| 19.      | Violon           | 16′ |
| 20.      | Subbass          | 16′ |
| 21.      | Lieblich Gedackt | 16′ |
| 22.      | Oktavbass        | 8′  |
| 23.      | Cello            | 8′  |
| 24.      | Gedacktbass      | 8′  |
| 25.      | Posaune          | 16′ |

- Spielhilfen: Schweller, feste Kombinationen (piano, mezzoforte, forte, tutti), eine freie Kombination

Die Orgel wurde bei den Luftangriffen auf Nordhausen 1945 zerstört.

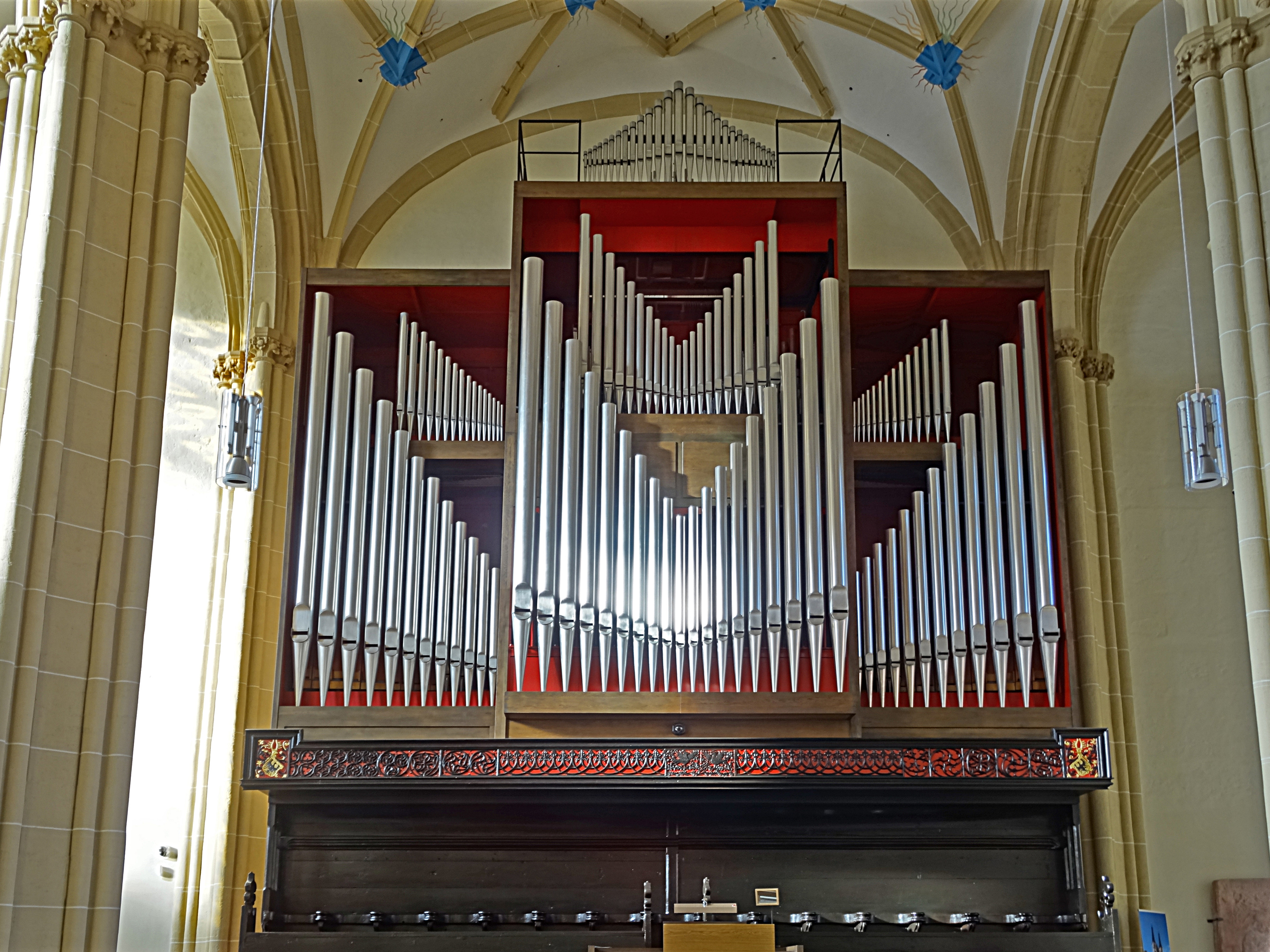
Klais-Orgel an der Westwand

Heute steht am Westende eine Klais-Orgel. Sie wurde am 30. November 1996 im Dom geweiht. Die Orgel aus der Kasseler Stadthalle wurde in der Zeit der Orgelbewegung 1964 dort als Konzertsaalorgel gebaut. Um dem spezifischen Orgelklang für die akustischen Verhältnisse im Dom mehr Fülle und Kraft zu geben, wurde zusätzlich das Register Praestant 16′ hinzugefügt. Insgesamt besteht die Disposition aus 56 Registern; das Instrument besitzt 4923 Orgelpfeifen.
Aus dem gotischen Chorgestühl wächst das mächtige Orgelgehäuse mit seinem vorspringenden Mittelrisalit vor der Westwand empor. Die Formensprache und die Farben des Prospektes, nach der Idee von Josef Schäfer († 1981), blieben erhalten, lediglich ergänzt durch die neuen großen Pfeifen des Praestant 16′ des Hauptwerks, die Jalousien des Schwellwerks verdeckend. Die Höhenbegrenzung der äußeren Pedalfelder liegt auf gleicher Ebene wie die Basis der Gewölbeansätze, das Mittelfeld stößt hier hinein: So ordnet sich die Orgel dem Raum in seiner Gesamtheit unter – mit Bestimmtheit, aber auch mit Schlichtheit und Ruhe in der Linienführung.
| I Schwellwerk C–c4 |                    |        |
| 01.                | Quintade           | 16′    |
| 02.                | Prinzipal          | 08′    |
| 03.                | Gemshorn           | 08′    |
| 04.                | Hohlgedackt        | 08′    |
| 05.                | Ital. Prinzipal    | 04′    |
| 06.                | Rohrflöte          | 04′    |
| 07.                | Rohrnasat          | 02 ⁄3′ |
| 08.                | Ital. Prinzipal    | 02′    |
| 09.                | Blockflöte         | 02′    |
| 10.                | Sifflöte           | 01′    |
| 11.                | Rauschharfe II     | 04′    |
| 12.                | Hörnlein II        | 01 ⁄7′ |
| 13.                | Grobmixtur VI-VIII | 01 ⁄3′ |
| 14.                | Musette            | 16′    |
| 15.                | Hautbois           | 08′    |
| 16.                | Celesta            | 04′    |
|                    | Tremulant          |        |

| II Hauptwerk C–c4 |                 |        |
| 17.               | Praestant       | 16′    |
| 18.               | Prinzipal       | 08′    |
| 19.               | Rohrflöte       | 08′    |
| 20.               | Oktave          | 04′    |
| 21.               | Nachthorn       | 04′    |
| 22.               | Quinte          | 02 ⁄3′ |
| 23.               | Superoctave     | 02′    |
| 24.               | Schweizerpfeife | 01 ⁄3′ |
| 25.               | Großkornett IV  | 02 ⁄3′ |
| 26.               | Mixtur VI-VIII  | 02′    |
| 27.               | Zimbel IV       | 0 1⁄2′ |
| 28.               | Trompete        | 16′    |
| 29.               | Trompete        | 08′    |
| 30.               | Trompete        | 04′    |
|                   | Tremulant       |        |

| III Oberwerk C–c4 |              |        |
| 31.               | Rohrpommer   | 08′    |
| 32.               | Salicional   | 08′    |
| 33.               | Principal    | 04′    |
| 34.               | Rohrquintade | 04'    |
| 35.               | Flötgedackt  | 04′    |
| 36.               | Prinzipal    | 02′    |
| 37.               | Gemshorn     | 02′    |
| 38.               | Nasat        | 01 ⁄3′ |
| 39.               | Terznone II  | 0 4⁄5′ |
| 40.               | Scharff V    | 01′    |
| 41.               | Sordun       | 16′    |
| 42.               | Vox humana   | 08′    |
| 43.               | Schalmei     | 04′    |
|                   | Tremulant    |        |

| Pedal C–g1 |                 |         |
| 44.        | Prinzipal       | 16′     |
| 45.        | Untersatz       | 16′     |
| 46.        | Oktave          | 08′     |
| 47.        | Gedackt         | 08′     |
| 48.        | Hohlflöte       | 04′     |
| 49.        | Baßzink II      | 10 2⁄3′ |
| 50.        | Hintersatz V    | 05 1⁄3′ |
| 51.        | Choralbaß III   | 04′     |
| 52.        | Glöckleinton II | 02′     |
| 53.        | Kontrafagott    | 32′     |
| 54.        | Posaune         | 16′     |
| 55.        | Trompete        | 08′     |
| 56.        | Clairon         | 04′     |

- Koppeln: I/II, III/I, III/II, I/P, II/P, III/P
- Spielhilfen: Setzeranlage mit 2 × 32 Kombinationen, Walze, Schweller

## Glocken
In den Türmen des Domes hängen insgesamt vier Glocken. Im Südturm befinden sich die Benigna (Marienglocke) von 1496 sowie eine nicht läutende, sondern reine Schlagglocke von 1477. Im Nordturm hängen die Marien- und Nothelferglocke und die Mathildenglocke, beide 1961 in der Glockengießerei in Apolda gegossen.
| Nr. | Name                   | Gussjahr | Gießer, Gussort            | Durchmesser (mm) | Masse (kg) | Nominal (HT-1/16) |
| 1   | Benigna (Marienglocke) | 1496     | Claus Misner               | 1460             | etwa 2000  | cis1 -2           |
| 2   | Mathilde               | 1961     | Gebrüder Schilling, Apolda | 1260             | etwa 1200  | e1 -8             |
| 3   | Maria und Nothelfer    | 1961     | Gebrüder Schilling, Apolda | 990              | etwa 600   | gis1 -2           |
| 4   | Schlagglocke           | 1477     | unbekannt                  | 640              | etwa 120   | ~ f2              |

## Literatur

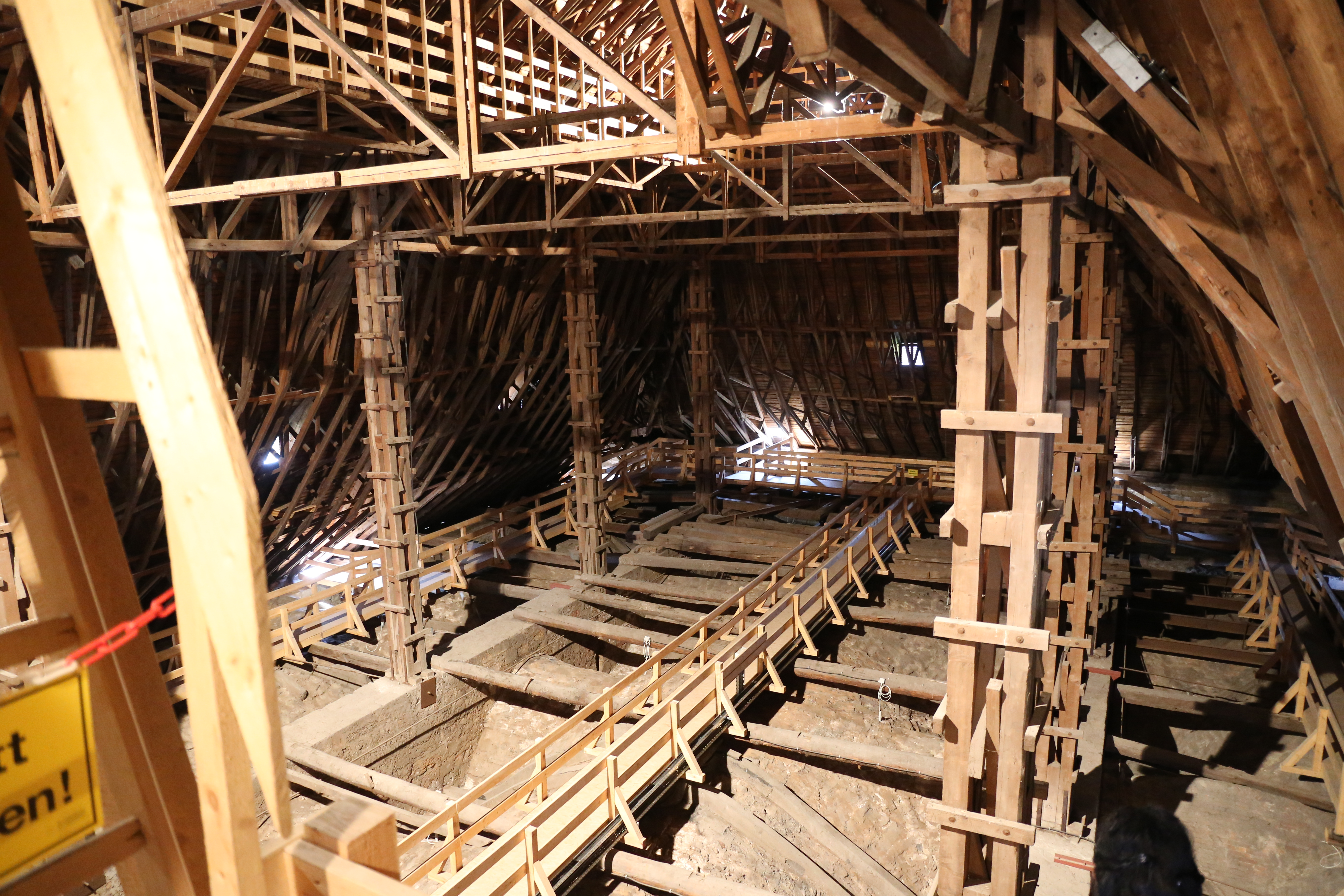
Unter dem Dach des Doms